# Bielanka (województwo dolnośląskie)
Bielanka – wieś w Polsce położona w województwie dolnośląskim, w powiecie lwóweckim, w gminie Lwówek Śląski, na Pogórzu Kaczawskim w Sudetach.

## Nazwa
Przed 1945 wieś pojawiała się w źródłach w różnych wariantach pisowni niemieckiej nazwy Lauterseifen: w 1217 jako Luternsiven, 1300 Luthersyph, 1330 Luternsyphen, 1374 Luteseifen, Lutirseifen, 1677 Lauterseiffen, 1726 Lauter Seyffen, Lauter Seifffen, 1765 Lauterseiffen, 1816 Lauterseifen. W latach 1945–1947 Bielankę znano jako Starą Wieś, a obecną nazwę uzyskała w 1947 roku.

## Podział administracyjny
Do połowy XVIII wieku wieś należała do księstwa jaworskiego. Następnie weszła w skład powiatu bolesławiecko-lwóweckiego, a po jego podziale w 1816 powiatu lwóweckiego. W latach 1954–1972 należała do gromady Płakowice, a od 1972 do gminy Lwówek Śląski. W latach 1975–1998 miejscowość administracyjnie należała do województwa jeleniogórskiego, w latach 1990–1998 w rejonie Bolesławiec.

## Demografia
Brak jest informacji o liczbie ludności Bielanki w okresie rozkwitu górnictwa złota. Szczyt zaludnienia (562 osoby) wieś osiągnęła w 1840 roku. Następnie liczebność Bielanki systematycznie spadała, by zejść do 180 w 2011 roku.

## Historia
Początki wsi związane są z górnictwem złota. Rozpoczęło się ono na tym obszarze około 1180 roku. Wieś wzmiankowano w 1217. Z 1479 roku pochodzą zapisy o kopalniach złota Zmartwychwstanie Pańskie i Święta Elżbieta. Roboty górnicze zakończono w XV wieku. W 1687 żyło tu 22 chłopów. Wieś należała do parafii w Sobocie. Dopiero w 1697 wybudowano Kościół św. Anny. Na przełomie XVI i XVII wieku przybyli tu szwenkfeldyści, zmuszeni do opuszczenia wsi w 1726. W 1765 w Bielance był majątek należący baronowej von Schmettau o wartości 8 185 talarów. Mieszkało tu 89 chałupników, 25 zagrodników, 14 kmieci i 8 rzemieślników. Działały dwie szkoły — katolicka i ewangelicka.
W 1812 w pobliżu Bielanki miała miejsce pierwsza bitwa nad Bobrem. Wojska francuskie dotarły do wsi wieczorem 21 sierpnia, a następnego dnia przejechał tędy cesarz Napoleon Bonaparte. W 1812 majątek w Bielance należał do hrabiego Ponińskiego. We wsi było 111 budynków, piętrowy browar i młyn wodny. W 1840 kościół katolicki był właścicielem gruntów i lasu, ale z uwagi na niewielką liczbę wiernych nabożeństwa w tutejszym kościele odbywały się tylko 8 razy w roku. We wsi mieszkali łowczy, 24 rzemieślników i 9 handlarzy. Działało 345 krosien tkackich, a chałupnicze przędzalnictwo i tkactwo było źródłem utrzymania większości mieszkańców. W szczytowym okresie w 1863 we wsi stało 180 budynków. W 1895 pomiędzy Bielanką a Skorzynicami poprowadzono linię kolejową. Powstała stacja należała formalnie do Skorzynic.
Po 1945 Bielankę zasiedliło mniej Polaków niż wyjechało z niej Niemców. W 1978 działało tu 55 indywidualnych gospodarstw rolnych. W 1988 ta liczba spadła do 28. Z pracy w rolnictwie utrzymywało się 42% ludności. Część mieszkańców pracowała w zakładach okolicznych miast i w leśnictwie. Po 1990 wielu mieszkańców było bezrobotnych.

## Zabytki
Do wojewódzkiego rejestru zabytków wpisany jest:

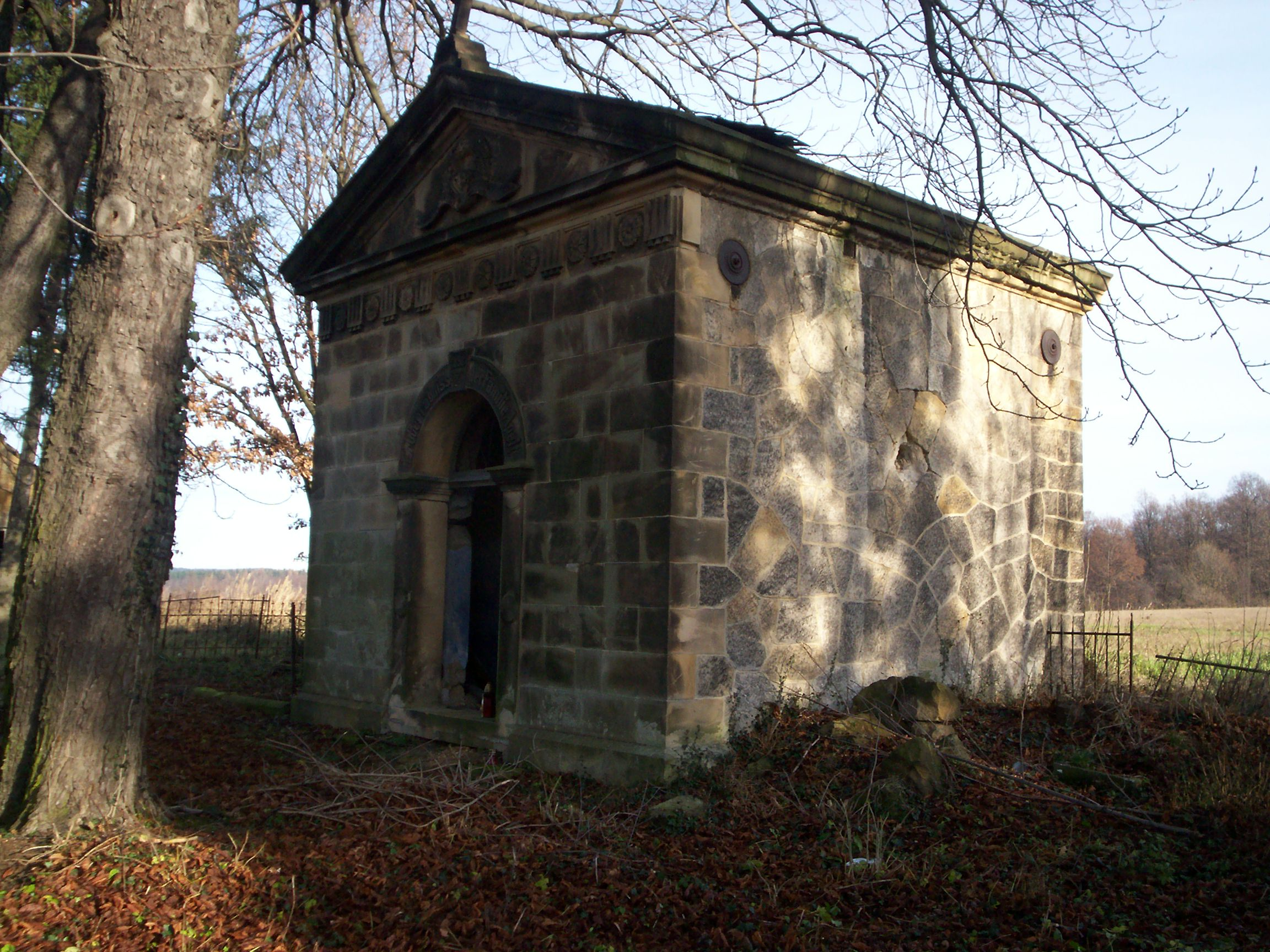
Kaplica cmentarna w Bielance

- kościół pw. św. Anny, z XVII w.

inne zabytki:
- kaplica cmentarna w Bielance

.

## Transport
Przez wieś przebiega Droga wojewódzka nr 364. Niebieski szlak pieszy prowadzi z Lwówka Śląskiego na zamek Grodziec. Zielony szlak rowerowy łączy Bielankę ze Zbylutowem i Pieszkowem

## Ochrona przyrody
Przy posesji nr 15 rośnie pomnikowy dąb szypułkowy.